# B-дерево

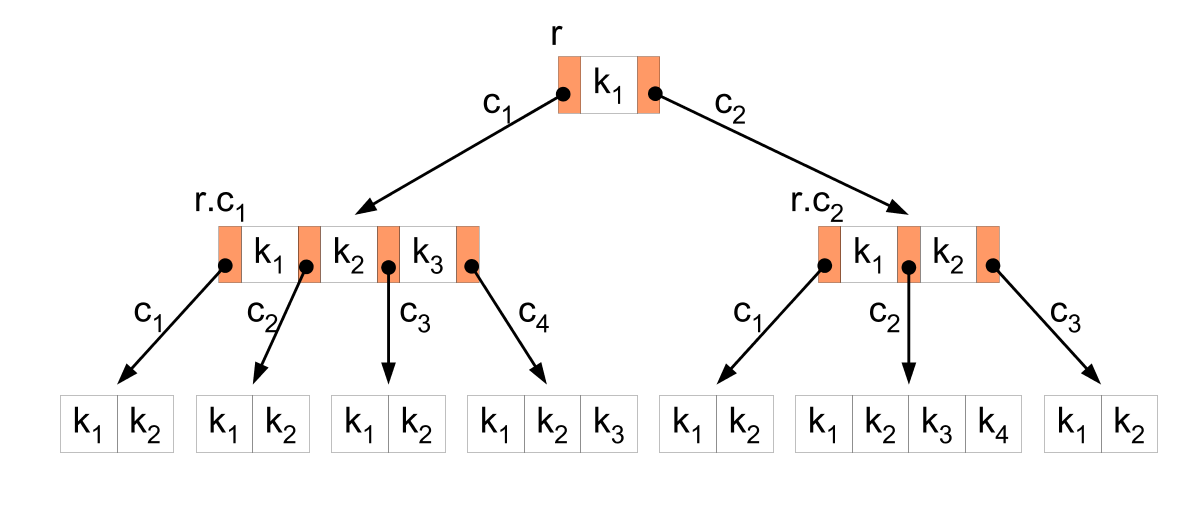
Пример B-дерева глубины 3

B-дерево — структура данных, дерево поиска. С точки зрения внешнего логического представления — сбалансированное, сильно ветвистое дерево. Часто используется для хранения данных во внешней памяти.
Использование B-деревьев впервые было предложено Р. Бэйером (англ. R. Bayer) и Э. МакКрейтом (англ. E. McCreight) в 1970 году.
Сбалансированность означает, что длины любых двух путей от корня до листьев различаются не более, чем на единицу.
Ветвистость дерева — это свойство каждого узла дерева ссылаться на большое число узлов-потомков.
С точки зрения физической организации B-дерево представляется как мультисписочная структура страниц памяти, то есть каждому узлу дерева соответствует блок памяти (страница). Внутренние и листовые страницы обычно имеют разную структуру.

## Применение
Структура B-дерева применяется для организации индексов во многих современных СУБД.
B-дерево может применяться для структурирования (индексирования) информации на жёстком диске (как правило, метаданных). Время доступа к произвольному блоку на жёстком диске очень велико (порядка миллисекунд), поскольку оно определяется скоростью вращения диска и перемещения головок. Поэтому важно уменьшить количество узлов, просматриваемых при каждой операции. Использование поиска по списку каждый раз для нахождения случайного блока могло бы привести к чрезмерному количеству обращений к диску вследствие необходимости последовательного прохода по всем его элементам, предшествующим заданному, тогда как поиск в B-дереве, благодаря свойствам сбалансированности и высокой ветвистости, позволяет значительно сократить количество таких операций.
Относительно простая реализация алгоритмов и существование готовых библиотек (в том числе для C) для работы со структурой B-дерева обеспечивают популярность применения такой организации памяти в самых разнообразных программах, работающих с большими объёмами данных.

## Структура и принципы построения
B-деревом называется дерево, удовлетворяющее следующим свойствам:
1. Ключи в каждом узле обычно упорядочены для быстрого доступа к ним. Корень содержит от 1 до 2t-1 ключей. Любой другой узел содержит от t-1 до 2t-1 ключей. Листья не являются исключением из этого правила. Здесь t — параметр дерева, не меньший 2 (и обычно принимающий значения от 50 до 2000[1]).
2. У листьев потомков нет. Любой другой узел, содержащий ключи {\displaystyle K_{1}}, …, {\displaystyle K_{n}}, содержит {\displaystyle n+1} потомков. При этом
  1. Первый потомок и все его потомки содержат ключи из интервала {\displaystyle (-\infty ,K_{1})}
  2. Для {\displaystyle 2\leq i\leq n}, i-й потомок и все его потомки содержат ключи из интервала {\displaystyle (K_{i-1},K_{i})}
  3. {\displaystyle (n+1)}-й потомок и все его потомки содержат ключи из интервала {\displaystyle (K_{n},\infty )}
3. Глубина всех листьев одинакова.

Свойство 2 можно сформулировать иначе: каждый узел B-дерева, кроме листьев, можно рассматривать как упорядоченный список, в котором чередуются ключи и указатели на потомков.

## Поиск
Если ключ содержится в корне, он найден. Иначе определяем интервал и идём к соответствующему потомку. Повторяем.

## Добавление ключа
Будем называть деревом потомков некоего узла поддерево, состоящее из этого узла и его потомков.
Вначале определим функцию, которая добавляет ключ K к дереву потомков узла x. После выполнения функции во всех пройденных узлах, кроме, может быть, самого узла x, будет меньше {\displaystyle 2t-1}, но не меньше {\displaystyle t-1}, ключей.
1. Если х — не лист,
  1. Определяем интервал, где должен находиться K. Пусть y — соответствующий потомок.
  2. Рекурсивно добавляем K к дереву потомков y.
  3. Если узел y полон, то есть содержит {\displaystyle 2t-1} ключей, расщепляем его на два. Узел {\displaystyle y_{1}} получает первые {\displaystyle t-1} из ключей y и первые {\displaystyle t} его потомков, а узел {\displaystyle y_{2}} — последние {\displaystyle t-1} из ключей y и последние {\displaystyle t} его потомков. Медианный из ключей узла y попадает в узел х, а указатель на y в узле x заменяется указателями на узлы {\displaystyle y_{1}} и {\displaystyle y_{2}}.
2. Если x — лист, просто добавляем туда ключ K.

Теперь определим добавление ключа K ко всему дереву. Буквой R обозначается корневой узел.
1. Добавим K к дереву потомков R.
2. Если R содержит теперь {\displaystyle 2t-1} ключей, расщепляем его на два. Узел {\displaystyle R_{1}} получает первые {\displaystyle t-1} из ключей R и первые {\displaystyle t} его потомков, а узел {\displaystyle R_{2}} — последние {\displaystyle t-1} из ключей R и последние {\displaystyle t} его потомков. Медианный из ключей узла R попадает во вновь созданный узел, который становится корневым. Узлы {\displaystyle R_{1}} и {\displaystyle R_{2}} становятся его потомками.

## Удаление ключа
Если корень одновременно является листом, то есть в дереве всего один узел, мы просто удаляем ключ из этого узла. В противном случае сначала находим узел, содержащий ключ, запоминая путь к нему. Пусть этот узел — {\displaystyle x}.
Если {\displaystyle x} — лист, удаляем оттуда ключ. Если в узле {\displaystyle x} осталось не меньше {\displaystyle t-1} ключей, мы на этом останавливаемся. Иначе мы смотрим на количество ключей в двух соседних узлах-братьях. Если соседний правый узел есть, и в нём не менее {\displaystyle t} ключей, мы добавляем в {\displaystyle x} ключ-разделитель между ним и соседним правым узлом, а на место этого ключа ставим первый ключ соседнего правого узла, после чего останавливаемся. Если это не так, но есть соседний левый узел, и в нём не менее {\displaystyle t} ключей, мы добавляем в {\displaystyle x} ключ-разделитель между ним и соседним левым узлом, а на место этого ключа ставим последний ключ соседнего левого узла, после чего останавливаемся. Наконец, если и с левым ключом не получилось, мы объединяем узел {\displaystyle x} с соседним левым или правым узлом, и в объединённый узел перемещаем ключ, до этого разделявший эти два узла. При этом в родительском узле может остаться только {\displaystyle t-2} ключей. Тогда, если это не корень, мы выполняем аналогичную процедуру с ним. Если мы в результате дошли до корня, и в нём осталось от 1 до {\displaystyle t-1} ключей, делать ничего не надо, потому что корень может иметь и меньше {\displaystyle t-1} ключей. Если же в корне не осталось ни одного ключа, исключаем корневой узел, а его единственный потомок делаем новым корнем дерева.
Если {\displaystyle x} — не лист, а K — его {\displaystyle i}-й ключ, удаляем самый правый ключ из поддерева потомков {\displaystyle i}-го потомка {\displaystyle x}, или, наоборот, самый левый ключ из поддерева потомков {\displaystyle i+1}-го потомка {\displaystyle x}. После этого заменяем ключ K удалённым ключом. Удаление ключа происходит так, как описано в предыдущем абзаце.

## Основные достоинства
- Во всех случаях полезное использование пространства вторичной памяти составляет свыше 50 %. С ростом степени полезного использования памяти не происходит снижения качества обслуживания.
- Произвольный доступ к записи реализуется посредством малого количества подопераций (обращения к физическим блокам).
- В среднем достаточно эффективно реализуются операции включения и удаления записей; при этом сохраняется естественный порядок ключей с целью последовательной обработки, а также соответствующий баланс дерева для обеспечения быстрой произвольной выборки.
- Неизменная упорядоченность по ключу обеспечивает возможность эффективной пакетной обработки.

Основной недостаток В-деревьев состоит в отсутствии для них эффективных средств выборки данных (то есть метода обхода дерева), упорядоченных по свойству, отличному от выбранного ключа.